# Битва на Косовому полі (1389)
Битва на Косовому полі (серб. Косовска битка або серб. бој на Косову; тур. Kosova Meydan Muharebesi) — битва між середньовічною Сербією та Османською імперією. Відбулася 15 червня 1389 року на день святого Віта (сербською Відовдан). Косівська битва є важливою складовою національної історії сербів, їх спадку та міфології.
Надійні історичні свідчення про битву рідкісні. Більша частина обох армій була знищена, Лазар і Мурад убиті. По суті, обидві армії перебито, однак серби не мали більше людських ресурсів і не могли виставити нові великі армії проти майбутніх нападів османів, які мали резервні сили в Анатолії. Як наслідок цього, сербські князівства, які ще не були васалами османів, стали ними за наступні кілька років.

## Перед битвою

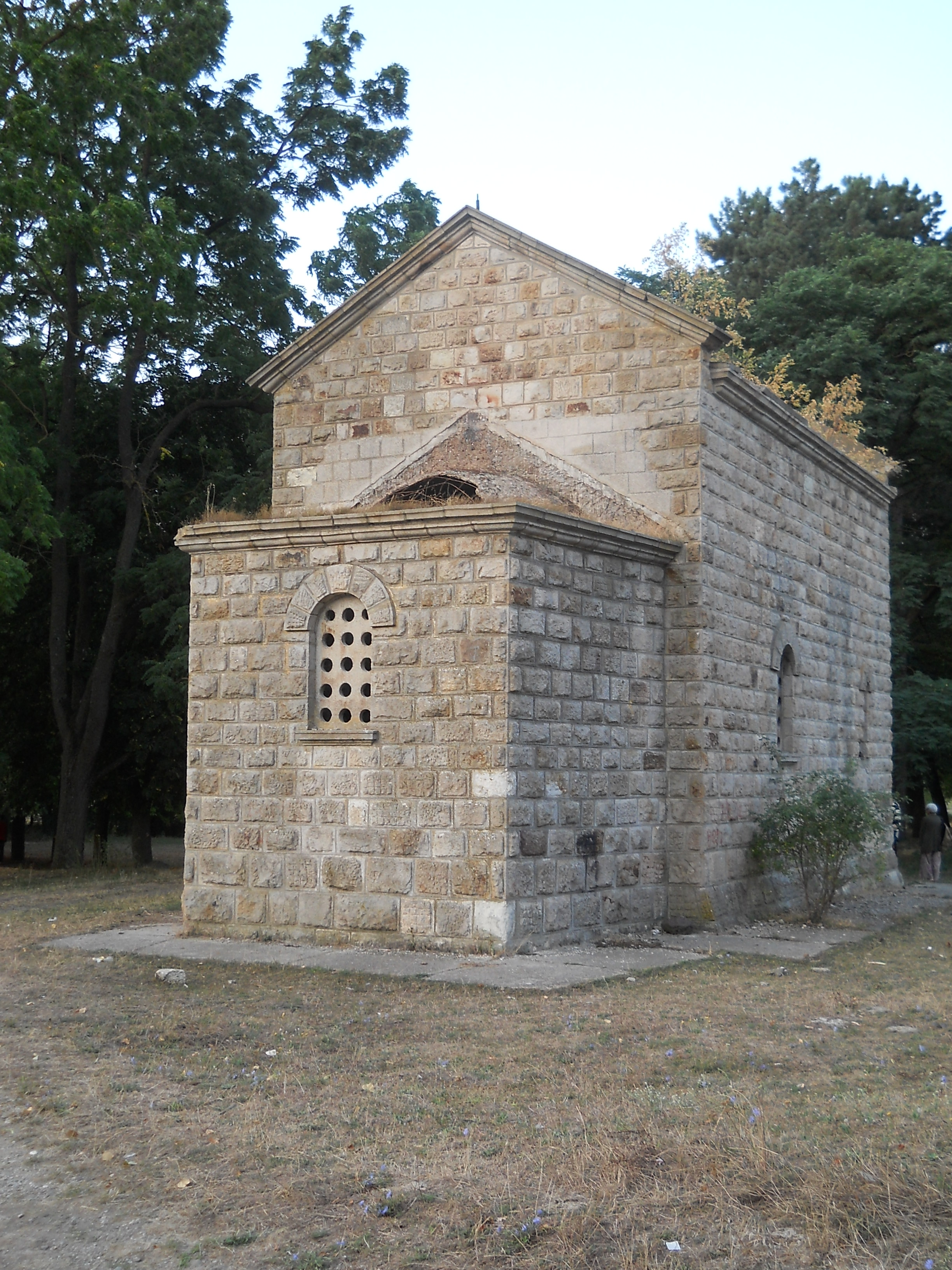
Церква Самодрежа, в якій перед битвою причастилося сербське військо

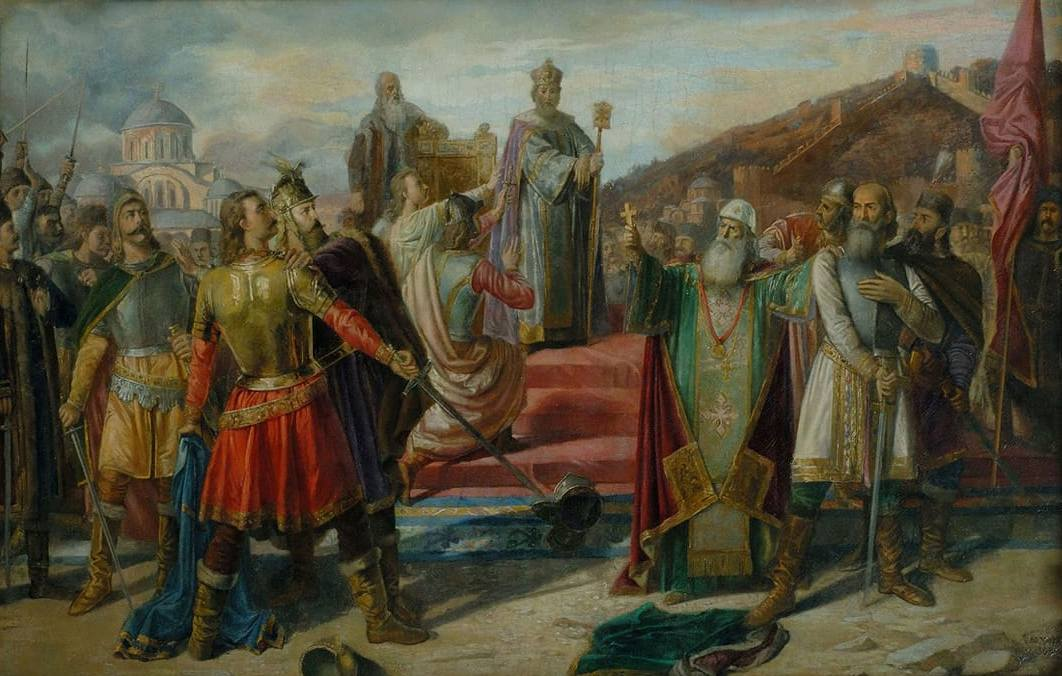
Картина Стево Тодоровича «Собор у Призрені перед Косівською битвою»

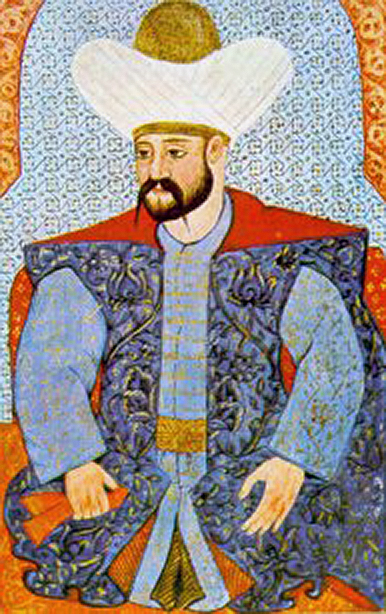
Султан Мурад I

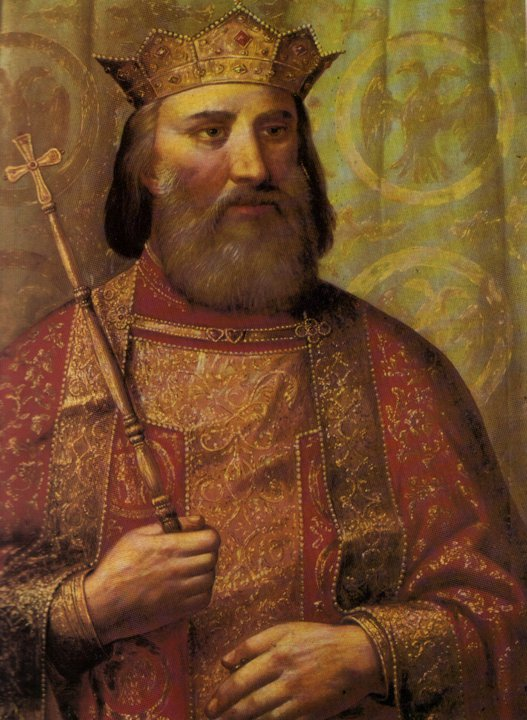
Князь Лазар Хребелянович

Військо сербів очолював князь Лазар Хребелянович. Припускається, що він зібрав свої полки біля Нішу, можливо, на правому березі Південної Морави. Османське військо очолювали султан Мурад I та його син Баязід І. Спершу військо Мурада рухалось у напрямку Велбужда, а потім змінило напрямок через Прокуплє до Косова. Князь Лазар обрав Косово поле для проведення битви, оскільки воно було оптимальним місцем для перехоплення османського війська.
Не можна впевнено сказати, якими були чисельності армій, тим паче, що пізніші джерела прагнули перебільшити їхні розміри, навіть до сотень тисяч.

### Склад армії
Армія Мурада мала чисельність близько 27 000—40 000. Якщо припустити, що їх було близько 40 000, то серед них було 2000—5000 яничарів, 6000 сипахів, 20 тис. азапів та акинджів, а також 8 тис. васалів. Військо Лазара могло мати чисельність від 12 до 30 тис. Можна припустити, що їх було близько 25 000, з яких 15 тис. були під безпосереднім командуванням Лазара, 5 — під проводом косовського жупана Вука Бранковича, та стільки ж — під проводом боснійського воєводи Влатка Вуковича. Кілька тисяч складала кіннота, але, мабуть, тільки кілька сотень з них були одягнуті у важкі обладунки.
Обидві армії зустрілися на Косовому полі. Османська армія під проводом Мурада і його синів Баязіда праворуч і Якуба ліворуч. Близько 1000 лучників були на обох крилах османського війська, за ними були азапи та акинджи, а всередині — яничари, за якими з кінною охороною розташувався сам Мурад, обоз з охороною був позаду.
Сербська армія мала в центрі війська князя Лазара, Вука — праворуч та Влатка — ліворуч. Попереду сербської армії — важка кіннота, на флангах — кавалерія лучників. Позаду стояла піхота. Попри паралельне розташування обох супротивників, воно не було симетричним, оскільки сербський центр переважав османський.

## Хід бою

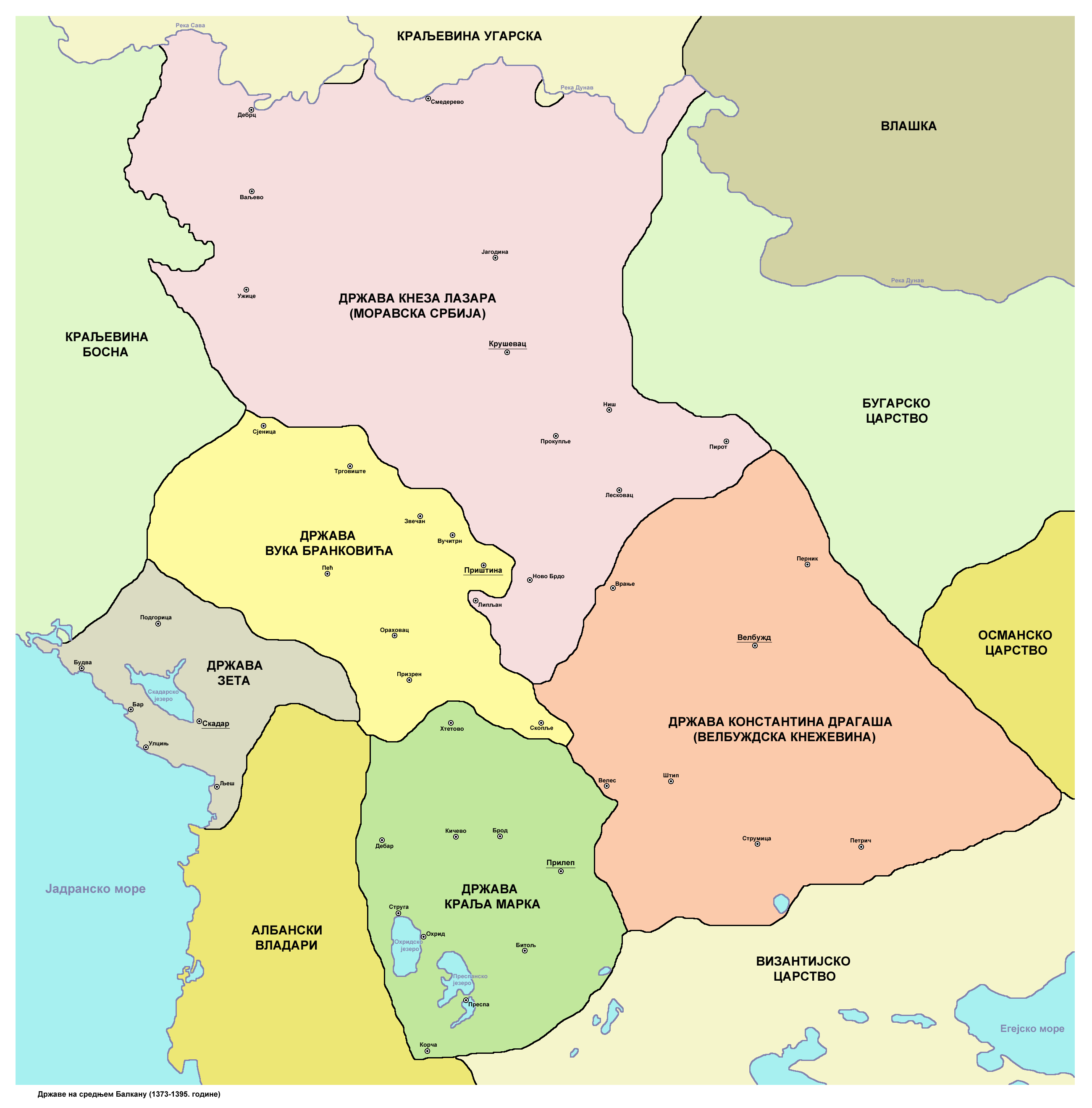
Територія сербських князівств у період з 1375 по 1395 рік

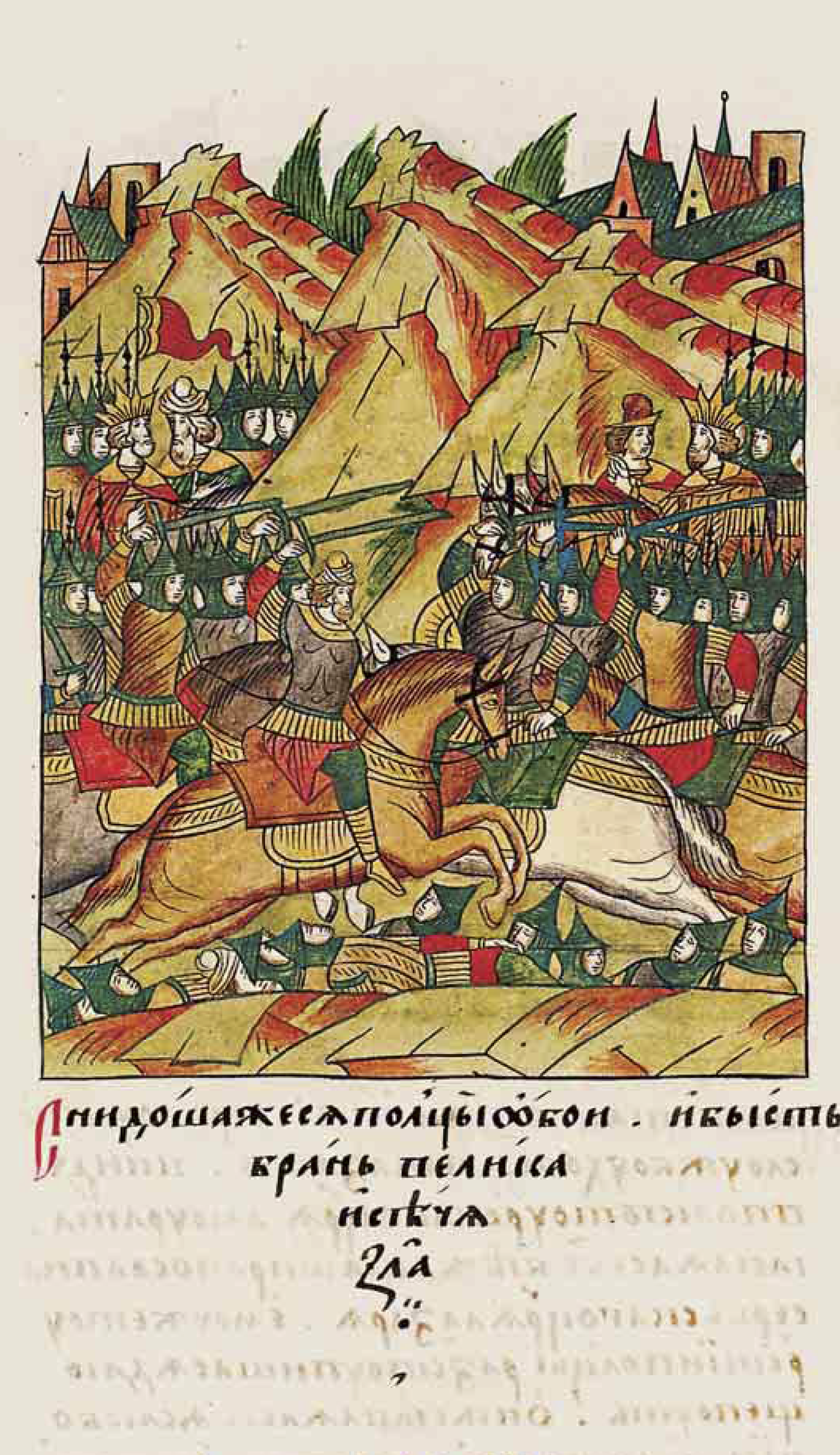
Битва на Косовому полі 1389, Російська мініатюра шістнадцятого століття

Косове поле та вірогідне розташування військ

Битва відбулася 15 червня 1389 року поблизу сучасного міста Приштина в Косові.
Війська розташувалися таким чином. Султан Мурад очолив центр свого війська, флангами командували його сини Баязід I (правий) і Якуб (лівий). Перед основними силами османського війська в лінію вишикувалися близько 1000 лучників, позаду розташовувалися азапи і акинджи, а в центрі османської побудови — яничари. Там же перебував Мурад зі своєю охороною. Невеликий загін був виділений для прикриття обозу.
Центром сербської армії командував сам князь Лазар, Вук Бранкович командував правим флангом, Влатко Вукович — лівим. По всьому фронту сербської армії розташувалася важка кіннота, на флангах — кінні лучники. За ними розташовувалися загони піхоти.
Сербські і османські джерела дають суперечливі дані про хід бою, тому реконструкція бою представляє труднощі для істориків. Битва почалася з обстрілу османськими лучниками сербських позицій і атаки сербської важкої кінноти, клином врізалися в османські позиції.
Кавалерія прорвала ліве крило османів, проте не мала успіху в центрі та на правому крилі.
Після першої атаки серби мали певну перевагу, оскільки істотно зруйнували крило османів під командуванням Якуба Челебі (Yakub Celeb). Коли атака сербів зупинилася, легка кіннота та легка піхота османів контратакувала сербів, яким важкі обладунки стали завадою. В центрі сербські воїни під проводом Владко Вуковіча відбили атаку кінноти османів, проте ця контратака змусила важку сербську кінноту відступити. Під час цієї битви Баязід І, котрий став потім султаном, за швидку контратаку отримав прізвисько «Блискавичний».
Вук Бранкович, прагнучи врятувати залишки військ, залишив поле битви. Пізніше народний поголос звинуватив його у зраді . Слідом за ним з поля бою пішли і залишки загонів Влатко Вуковича і князя Лазаря. Сам поранений Лазар потрапив у полон в ході бою і був страчений в той же день.

## Смерть Мурада
Відповідно до османських історичних хронік султана Мурада І вбив Мілош Обилич, який прикинувся мертвим і вбив Мурада тоді, коли той блукав полем після битви. Проте в сербських історичних літописах Мілош Обилич убиває Мурада під час бою в таборі османів, прикинувшись дезертиром. Очевидно, що султанська варта одразу вбила Мілоша після такого вчинку.
Однак, за давнішим джерелом (лист Флорентійського сенату боснійському королю Твртку I від 20 жовтня 1389), під час бою 12 невідомих лицарів прорвались до намету Мурада й убили султана.
Мурад був єдиним султаном Османської імперії, що загинув під час бою. Баязіда, сина Мурада, одразу проінформували про смерть батька, і, оскільки битва тривала, він послав за своїм братом Якубом. Коли Якуб прибув у табір Баязіда, то його задушили, після чого Баязід успадкував султанський трон.
Могила султана Мурада досі збереглася на краю Косового поля.

## Наслідки

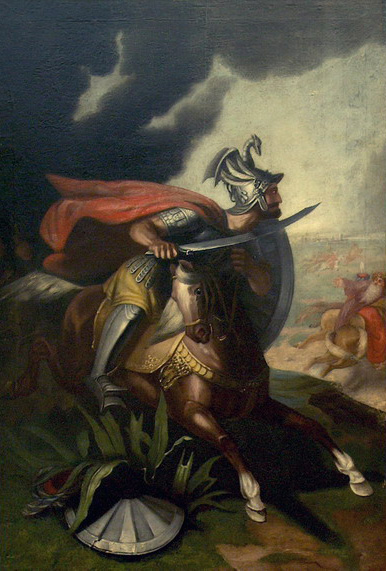
Картина Олександра Добрича «Мілош Обіліч»

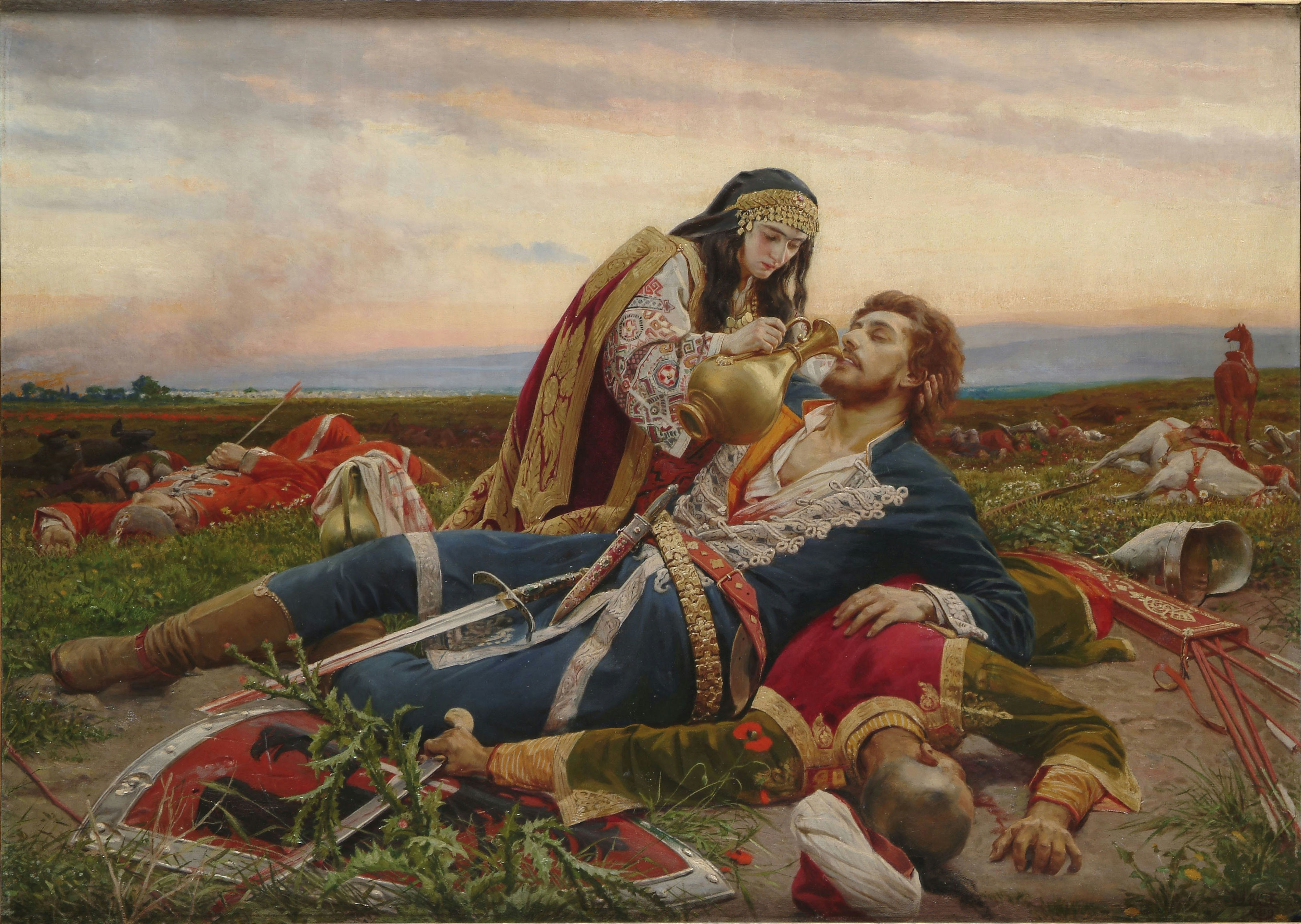
Картина Уроша Предича «Косівська дівчина»

Косовська битва була у військовому сенсі нічиєю з важкими втратами обох сторін. Обидва лідери загинули. Держава сербів потрапила у васальну залежність від Османської імперії. А сербський нобілітет та простий народ були змушені постачати людський матеріал для османської армії.
Після битви та смерті князя Лазаря Баязід І утворив союз із сином Лазаря Стефаном. Баязід одружився з сестрою Стефана, взявши її в гарем, а сам Стефан став лояльним союзником Баязіда. Він надалі досить суттєво допомагав Баязіду в його військових змаганнях за Балкани.
На основі міфу повстав сербський національний Косовський міф.
Відовдан — день великої загибелі війська сербського
(День святого великомученика Царя Лазаря і всіх мучеників сербських)
Вірш присвячений битві сербською мовою:
|  | У небо гледам пролазе векови, сећања давних, једини лекови, куд год да кренем, теби се враћам поново, к'о да ми отме из моје душе Косово. К'о вечни пламен у нашим срцима, Косовског боја остаје истина, куд год да кренем, теби се враћам поново, к'о да ми отме из моје душе Косово. Опрости Боже све наше грехове, јунаштвом даруј кћери и синове, куд год да кренем, теби се враћам поново, к'о да ми отме из моје душе Косово. |

Переклад українською мовою:
|  | Бачу, як у небі линуть століття, Ліки єдині ─ згадка про жахіття, Скрізь, куди не піду, куди не зверну знову, Хто ж мені зніме з моєї душі Косово. У серцях наших, як той вічний вогонь, Правду про бій на Косово охоронь, Скрізь, куди не піду, куди не зверну знову, Хто ж мені зніме з моєї душі Косово. О прости, Боже, провини наші всі, Мужності даруй і сину, і дочці, Скрізь, куди не піду, куди не зверну знову, Хто ж мені зніме з моєї душі Косово. |